# Stranger from Venus
Stranger from Venus ist ein britisch-US-amerikanischer Science-Fiction-Spielfilm des Regisseurs Burt Balaban aus dem Jahr 1954.

## Handlung
In einem nordeuropäischen Land, das Ähnlichkeit mit England aufweist, werden von der Luftraumüberwachung eigenartige Lichtsignale registriert. Auf einer einsamen Landstraße fährt Susan North mit einem offenen Pkw. Plötzlich nimmt sie fremdartige Geräusche war. Sie wird abgelenkt und verursacht einen Verkehrsunfall, bei dem sie schwer verletzt wird. Sie bleibt bewusstlos im Wagen liegen. Ein Mann in einer Art Raumanzug, der nur von hinten zu sehen ist, öffnet die Wagentür.
Derselbe Mann erscheint kurz darauf in einem Hotel und bestellt etwas zu trinken. Er besitzt weder einen Namen noch Geld. Der Fremde erklärt, dass er von einem anderen Planeten kommt und bittet um eine Unterkunft.
Zuerst erscheint die örtliche Polizei, dann ein Regierungsvertreter. Die Region wird vom Militär großräumig abgesperrt. Ein Versuch, den Fremden festzunehmen, scheitert daran, dass er ein Kraftfeld um sich aufbauen kann. Er fordert die Regierung des Landes auf, eine internationale Konferenz einzuberufen, auf der er die venusischen Bedenken gegen die atomare Aufrüstung der Erde schildern will.
Inzwischen ist Susan im Hotel erschienen. Sie ist leicht verwirrt, doch von den Folgen des Unfalls ist kaum noch etwas zu erkennen. Der Fremde erklärt, dass die überraschend schnelle Heilung auf seine Einwirkung zurückzuführen ist. Susan und der Fremde gehen zusammen aus. Er gewinnt ihr Vertrauen und es scheint, als wenn sich beide ineinander verliebt haben.
Die Regierung versucht, den Fremden zu überlisten und nur eine nationale Tagung einzuberufen. Er lehnt diesen Plan vehement ab. Das Militär ergreift Abwehrmaßnahmen gegen die geplante Landung eines venusischen Raumschiffs, das den Fremden wieder aufnehmen soll. Der Venusier warnt die Menschen vor den furchtbaren Waffen des Raumschiffs, doch als sich ein Einlenken ihrerseits abzeichnet, beordert er das Schiff wieder in den Orbit zurück.
Plötzlich ist der Fremde verschwunden. Es ist unklar, ob er verstorben oder ob es ihm doch gelungen ist, das Raumschiff zu erreichen.

## Produktionshintergrund
Stranger from Venus war ein Versuch, mit einem äußerst geringen Budget an den Erfolg von Der Tag, an dem die Erde stillstand, anzuknöpfen. Daher wurde für die Rolle der Susan North Patricia Neal engagiert, die dort die weibliche Hauptrolle gespielt hatte. Der Plot weist starke Ähnlichkeit mit der Handlung der amerikanischen Produktion auf: Die auf der Erde entwickelte Atomkraft und die Wasserstoffbombe werden von außerirdischen Zivilisationen als Bedrohung aufgefasst, die ihnen das Recht zur Intervention gibt. Aufgrund der knappen Ressourcen wurde der Film als Kammerspiel inszeniert, in dem die wichtigsten Handlungsteile in der Lobby des Hotels angesiedelt sind. Trickaufnahmen wurden nur äußerst sparsam angewandt.
Am Drehbuch war Desmond Leslie (1921–2001) beteiligt. Er hatte kurz zuvor zusammen mit George Adamski „Fliegende Untertassen landen“ (Stuttgart/Zürich/Wien 1954) publiziert; einem Klassiker der Ufologie.